# آنه هزاره
کیسان باپات بابورائو هزاره (مراتی: किसन बाबुराव हजारे) (زادهٔ ۱۵ ژوئن ۱۹۳۷) مشهور به آنه هزاره (مراتی: अण्णा हजारे) فعال اجتماعی برجستهٔ هندی است که به‌خصوص به خاطر کمک به توسعهٔ روستای زادگاهش - رالیگان سیدی در ایالت زادگاهش مهاراشترای هند - برای تبدیل‌شدن به یک روستای نمونه زیست‌محیطی مشهور شد. به پاس این کار در سال ۱۹۹۲ از طرف دولت هند جایزهٔ پدم بهوشن به او اهدا شد.
در تاریخ ۵ آوریل ۲۰۱۱ آقای هزاره به منظور فشار آوردن بر دولت برای تصویب قوانین ضدفساد شروع به «روزه تا حد مرگ» در مورد مالیات جَن لپکال کرد که بر اساس آن به منظور مبارزه با فساد به یک لپکال (بازرس) امکان نظارت بر فساد ادارات دولتی داده می‌شود. این عمل با حمایت اعتراضات ضدفساد هند شد. روزه در ۹ آوریل ۲۰۱۱ به پایان رسید. یعنی یک روز بعد از آن‌که همهٔ مطالبات هزاره توسط دولت پذیرفته شد تا با تشکیل یک کمیتهٔ مشترک از دولت و جامعه مدنی پیش‌نویس این قانون تهیه گردد.

## اوایل زندگی
وی در ۱۵ ژوئن ۱۹۳۷ در بینگر به دنیا آمد؛ روستای کوچکی در نزدیکی احمدنگر از ایالت بمبئی (مهاراشترای کنونی). پدر وی کارگر غیرماهر بود. پس از مدتی پدرش از کار استعفا داد و به زادگاهش - رالیگان سیدی - بازگشت. عمهٔ بی‌فرزند آنه او را به بمبئی برد تا از او مراقبت کرند و او بتواند تحصیل کند. بعد از تحصیل تا استاندارد ۷، به خاطر مشکلات مالی خانواده شروع به کار کرد. ابتدا گل می‌فروخت و پس از به دست آوردن تجربه مغازهٔ خودش را راه انداخت و دو برادر خود را نیز به بمبئی آورد.
در سال ۱۹۶۳ به عنوان راننده به ارتش پیوست. در این ایام با خواندن آثار ویوه‌کاناندا، گاندی، وینوبا بهاوه علاقه‌مند شد که فعال اجتماعی شود. در سال ۱۹۷۵ پس از بازخرید از خود ارتش، به رالیگان سیدی بازگشت.

## مردی با کلاه گاندی؛ نماد مبارزه با فساد در هند
آنه هزاره، مرد نحیف سپیدپوشی است که کلاه مدل گاندی بر سر می‌گذارد و برای طبقات متوسط هند که نسبت به رسوایی‌های مالی در کشور خشمگین هستند، به یک نماد تبدیل شده. او برای سفت و سخت‌تر کردن قوانین مبارزه با فساد و وضع قانون ویژه برای انتصاب فردی به عنوان مرجع رسیدگی به شکایات از دستگاه‌های دولتی(آمبودزمن)، دست به «روزه تا حد مرگ» زد.
نام کامل او کیسان باپات بابورائو هزاره است و زمانی به عنوان فعال اجتماعی مشهور بود. توجه مردم هند، زمانی به آنه هزاره جلب شد که او دهکده زادگاهش را به یک روستای نمونه تبدیل کرد. او روستای رالیگان سیدی در ایالت زادگاهش مهاراشترا را به یک روستای نمونه زیست‌محیطی تبدیل کرد. آقای هزاره توانست روستائیان را تشویق به ساخت سد و آبیاری قطره‌ای کند، که هزاران درخت را سیراب کنند. در کمتر از ده سال، رالیگان سیدی تبدیل به جامعه‌ای چنان پایدار و موفق شد که دولت ایالتی به طور رسمی، این مدل را پذیرفت و آن را در روستاهای سراسر این ایالت پیاده کرد.
آقای هزاره در کنار ایجاد تغییرات در محیط زیست روستایش، برای تغییرات اجتماعی نیز تلاش کرده است. او کارزاری علیه الکل و تنباکو و نیز بی‌سوادی به راه انداخته و به جنگ سنت‌های قدیمی، پوسیده و واپس‌گرایانه‌ای نظیر جهیزیه دادن و ازدواج‌های مجلل رفته و با برخوردهای طبقاتی جامعه هند نیز مقابله کرده است. همین کار او است که باعث شده در سطح ملی و جهانی شناخته شود و جوایزی را کسب کند. این کارها برای او اعتباری به همراه آورده که بتواند با تکیه بر آن به مقابله با فساد مالی بپردازد.

## سلاح روزه
روزهای را که او در پنجم آوریل در دهلی آغاز کرد، اولین روزهٔ او نبود. در واقع روزه گرفتن همواره برای او سلاحی بوده که بارها در گذشته نیز برایش موفقیت به همراه آورده است. اهداف قبلی او معطوف به دولت ایالتی مهاراشترا بوده است. او موفق شده کاری کند تا وزرا استعفا دهند و دولت مجبور شود مقامات فاسد را برکنار کند.
در سال ۱۹۹۷ آقای هزاره از سلاح روزه به عنوان راهی برای فشار آوردن بر دولت مهاراشترا استفاده کرد تا قانون حق دسترسی به اطلاعات را به اجرا بگذارد. وقتی که دولت به زانو درآمد، او یک بار دیگر روزه گرفت. در نهایت در دوازدهمین روز از روزه او در سال ۲۰۰۳، دولت ایالتی این قانون را به تصویب رساند. آن کارزار طلایه‌دار کارزاری ملی بود و تا آن‌جا بالا گرفت که قانون آزادی گردش اطلاعات در سال ۲۰۰۵ به تصویب مجلس رسید.
در کارزاری که علیه فساد اداری در سال ۱۹۹۱ برپا شد، آقای هزاره هدف تمرکززدایی و انتقال قدرت به مردم را دنبال کرد. او برای تقویت مجلس روستایی مبارزه کرده است. این مجلس نهادی است که از سال ۱۹۹۲ فعالیت خود را در راستای تمرکززدایی فعالیت‌های دولت آغاز کرد. با این وجود، در بسیاری از ایالت‌ها، مجالس روستایی توانایی تصمیم‌گیری ندارند. آقای هزاره بر این باور است که فساد را می‌توان مهار کرد، تنها اگر مردم بدانند که می‌توانند پرسش‌هایشان را مطرح کنند و خواسته‌هایشان را با دولت‌های محلی در میان بگذارند.
آخرین خواستهٔ او برای تشکیل نهادی به عنوان مرجع رسیدگی به شکایات از دستگاه‌های دولتی، ریشه در این باور دارد که چنین نهادی می‌تواند از عهدهٔ مسایلی چون فساد در هند بربیاید. هزاران هندی از اعتراض آقای هزاره حمایت کرده‌اند. البته این امر، مغایر با اصول اوست.
فعالیت‌های او در رالیگان سیدی روی این هدف متمرکز شد که مردم به جای انتظار کشیدن برای اقدام دولت، خودشان مسئولیت‌ها را در دهکده به عهده بگیرند. خواستهٔ او برای قدرت دادن به مجالس روستایی، بر این عقیده بنا شده است که مردم بهترین مرجع برای تصمیم‌گیری برای نظارت در درون یک نظام غیرمتمرکز هستند. او سیستم‌های متمرکز و نظام اداری را در ساخت شرایطی که در آن فساد امکان رشد دارد، مقصر می‌داند.

## استقبال رسانه‌ای
با توجه به این‌که تقریباً تمام مؤسسات و نهادها حتی دادگستری نیز اعتبار خود را تا حدی از دست داده‌اند، این که آقای هزاره تمام تلاش خود را بر روی ایجاد نهاد مرکزی رسیدگی‌کننده به شکایات علیه دستگاه‌های دولتی متمرکز کرده، قدری عجیب به نظر می‌رسد.
البته شبکه‌های خبری بیست و چهار ساعته و به شدت فعال هند، به شکل گسترده‌ای از این کارزار استقبال کردند. توجه رسانه‌ها، شهروندان طبقه متوسط را بیش از پیش تشویق کرد تا به خیابان‌ها بیایند و در حالی که شمع و پلاکاردهایی را حمل می‌کردند شعار سر بدهند، ترانه بخوانند و حتی در پشتیبانی از آقای هزاره روزه بگیرند. اگرچه تعداد شرکت‌کنندگان اندک بود، اما سروصدایی که در سایت‌های شبکه‌های اجتماعی برپا کرد و نیز توجه رسانه‌ها به آن، آن را وسیع‌تر جلوه داد. برای برخی از جوانان هندی، آرزوی پیروی از شخصیت مهاتماگونهٔ آنا هزاره به شدت خوشایند است. بعضی از شبکه‌ها حتی تا آن حد پیش رفتند که جنتر منتر، یعنی جایی که آقای هزاره در دهلی نو روزه می‌گرفت را با میدان تحریر قاهره مقایسه می‌کنند.
در حال حاضر هدف خود قانون نیست بلکه برخی از مقررات موجود در آن است. حامیان آقای هزاره خواهان نقشی مرکزی در مورد تصمیم‌گیری در محتوای قانونند. دولت معتقد است که فعالیت اجتماعی را نمی‌توان با توانایی در قانون‌گذاری برابر دانست. این که این بن‌بست چگونه باید برطرف شود، هنوز مشخص نیست. اما آنچه روشن است این است که در طبقهٔ متوسط هند، و به‌خصوص برای برخی از جوانان، آرزوی پیروی از شخصیت مهاتماگونه به شدت خوشایند است. آن‌ها اعتقاد دارند که جریان رسوایی‌های فساد ماه‌های گذشته باعث شده که چهرهٔ درخشان هند مخدوش شود. وقتی از آن‌ها سؤال می‌شود، تعداد ناچیزی از آن‌ها این نکته را که مشکلات سیستماتیک باعث پنهان ماندن فساد می‌شود، درک می‌کنند. جریان فکری که در میان آن‌ها وجود دارد، علیه سیاستمداران است. رفتاری که با ماهیت آن‌ها به عنوان شهروندان بزرگ‌ترین جامعهٔ دموکراتیک دنیا تناقض دارد.

## پی‌نوشت
1. ↑  "Padma Bhushan Awardees". 10 April 2011. Retrieved 10 April 2011.
2. ↑  "India activist Anna Hazare ends hunger strike". BBC News. 9 April 2011. Retrieved 9 April 2011.
3. ↑  "Govt issues notification on committee to draft Lokpal Bill". New Delhi: The Hindu. 9 April 2011. Retrieved 9 April 2011. {{cite news}}: Unknown parameter |coauthors= ignored (|author= suggested) (help)